# Goffinet

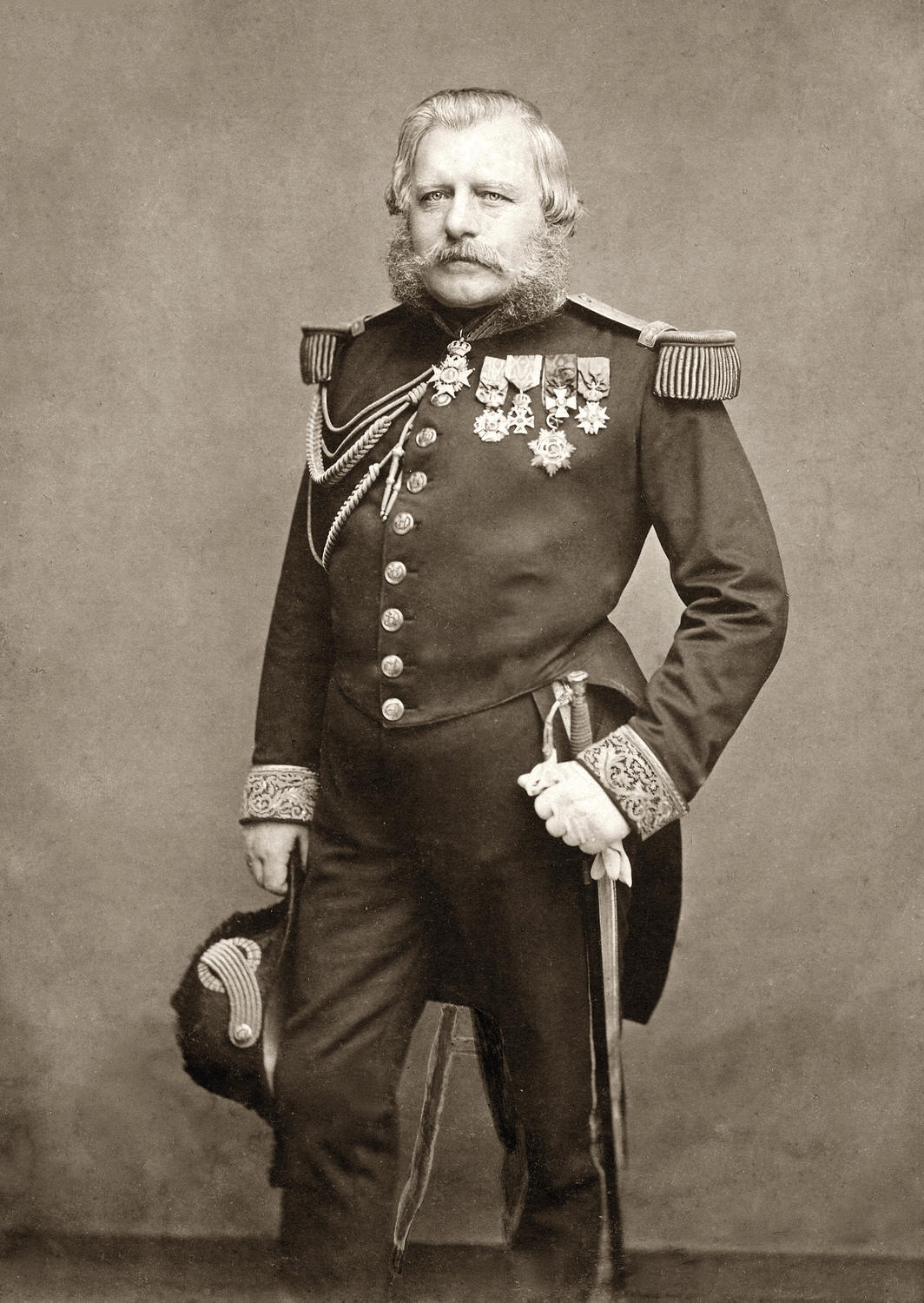
portret van Adrien Goffinet, Collectie Koning Boudewijnstichting (archief Koninklijk Paleis).

Goffinet is de naam van een familie die vooral in de Belgische en Franse Ardennen haar oorsprong vindt. De aldaar gevestigde leden behoorden tot de landelijke aristocratie in het graafschap Chiny, waar ze ambtelijke functies vervulden.
Van de familie Goffinet werden enkele telgen bekend door hun diensten aan het Belgische koningshuis en in de Belgische krijgsmacht. Leden van deze familie trouwden met edellieden of werden in de adelstand opgenomen. Sommigen van hen hebben afstamming tot op heden.

## Bekende telgen
- Adrien Goffinet (Les Bulles, 1763 - Tintigny, 1799), zoon van Adrien, was geestelijk rechter van de rechtbank van Chiny, koninklijk notaris en in de Franse tijd commissaris van het Directoire in het kanton Etalle.
  - Adrien Goffinet (Tintigny, 1788 - Neufchâteau, 1825), secretaris van de prefectuur en daarna ontvanger in Florenville, trouwde met Marie-Catherine Petit de Grandvoir (1785-1863), ze hadden negen kinderen, waaronder:
    - baron Adrien Goffinet (1812-1886), secretaris van koning Leopold II en koningin Maria Hendrika, luitenant-generaal, trouwde met Marie-Thérèse De Cock (1827-1904), dochter van reder en senator Auguste de Cock, vader van de tweeling:
      - baron Constant Goffinet (1857-1931), intendant van de Civiele Lijst van de Koning, beheerder van het privéfortuin van Leopold II.
      - baron Auguste Goffinet (1857-1927), secretaris van de Bevelen van de Koning en de Koningin.
      - barones Louise Goffinet (1859-1915), trouwde met Maurice de Fierlant Dormer (1856-1930), met afstammelingen tot heden.
      - barones Marie Goffinet (1860-1938), trouwde met Albert de Theux de Meylandt (1853-1915), volksvertegenwoordiger en burgemeester van Heusden.

    - Théodule Goffinet (1815-1882), trouwde met Adèle Coenegracht (1822-1909)
      - Théodule Goffinet (1851-1907), generaal, trouwde met Jeanne Quairier (1859-1930), dochter van advocaat en directeur van de Société Générale Joseph Quairier, ze hadden vier zonen, waaronder:
        - Robert Goffinet (1886-1945), intendant van de Civiele Lijst onder koning Albert I, hoofd van het Huis van de prins-regent Karel. Hij werd in 1930 in de adelstand opgenomen, maar verzuimde de open brieven te lichten die hem adeldom en de titel van baron toekenden. Tegen het einde van de Tweede Wereldoorlog doken prins Karel en Robert Goffinet samen onder in Sart bij Spa. Hij overleed aan een bliksemsnelle kanker.
        - baron Leopold Goffinet (1887-1973), burgemeester van Brugelette, in 1946 in de adelstand opgenomen met de titel van baron.
        - baron Louis Goffinet (1892-1959), kolonel, in 1946 in de adelstand opgenomen met de titel van baron.
        - baron Pierre Goffinet (1897-1972), in 1946 in de adelstand opgenomen met de titel van baron.

      - Alphonse-Jules Goffinet (1857-1919), consul van België in Madrid, trouwde met Anne Quairier (1854-1932), dochter van Joseph Quairier (voornoemd).
        - baron Henri Goffinet (1884-1958), letterkundige, advocaat, lid van de Académie luxembourgeoise, in 1946 inde adelstad opgenomen met de titel van baron.

    - Hippolyte Goffinet (1816-1903), jezuïet, historicus, publiceerde het Cartularium van de abdij van Orval (1879) en schreef de geschiedenis van de graven van Chiny (1880)
    - Adrien-Anicet Goffinet (1821-1877), jezuïet, missionaris

## Archief Goffinet

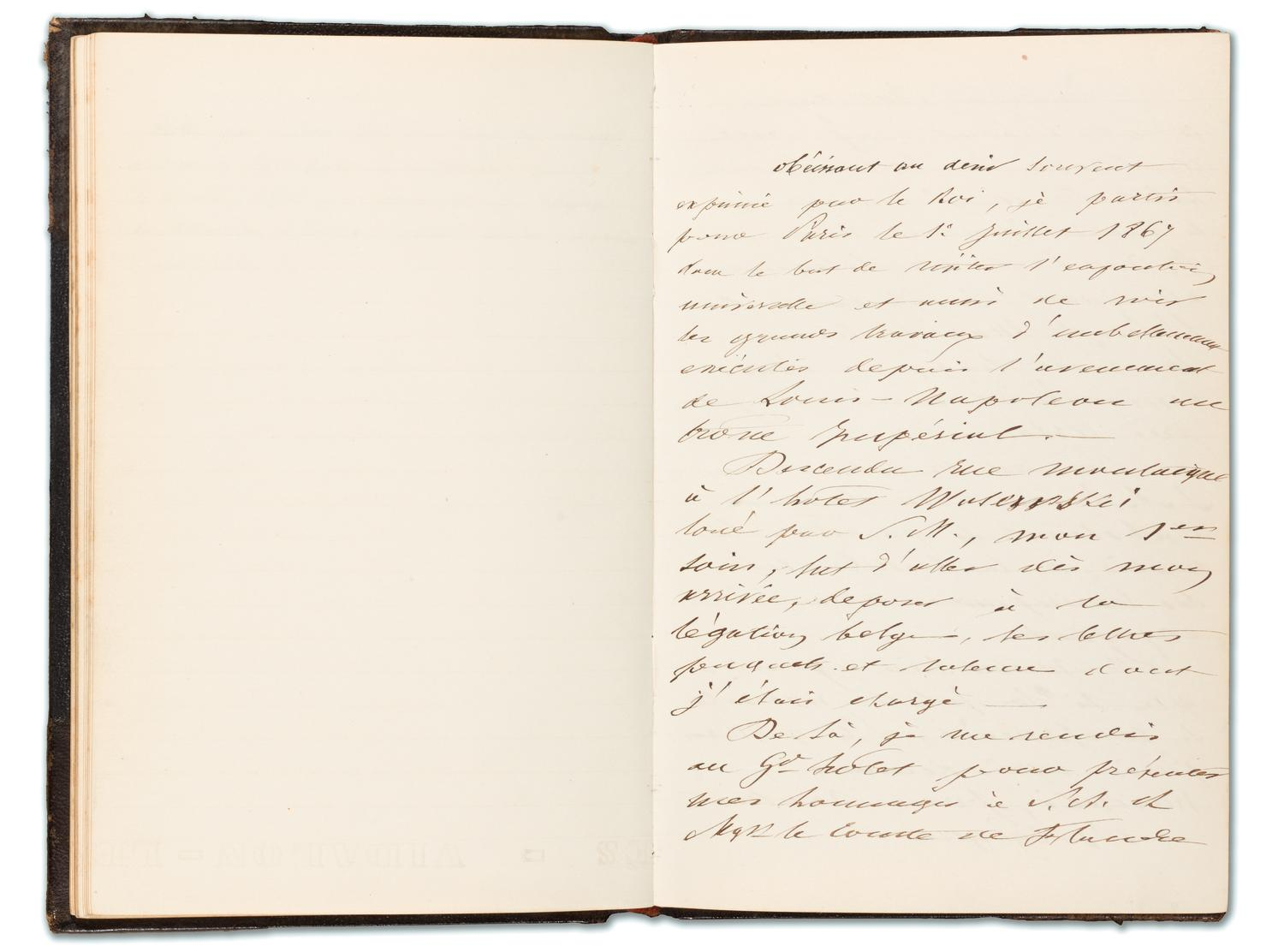
Eerste pagina uit het reisverhaal van Adrien Goffinet, Collectie Koning Boudewijnstichting (archief Koninklijk Paleis)

In 1993 verwierf de Koning Boudewijnstichting een fonds van het verloren gewaande privéarchief van Leopold I en Leopold II. Zij vertrouwden deze duizenden bijzonder belangwekkende documenten ooit toe aan hun naaste medewerkers, Adrien, Constant en Auguste Goffinet, die ze in het grootste geheim bewaarden. In die mate zelfs dat niemand zich hun bestaan nog herinnerde... tot hun toevallige ontdekking en de aankoop ervan door de Koning Boudewijnstichting.

## Andere naamdragers
De volgenden zijn geen familie van de bovengenoemden:
- Edward Goffinet, Belgisch kanunnik.
- Emile Goffinet (Sint-Truiden, 25 september 1913-Leuven, 1985), werd priester (1938) in de Congregatie van de paters redemptoristen. Hij werd hoogleraar aan de KU Leuven en de KULAK.